# Velleron
Velleron is een gemeente in het Franse departement Vaucluse (regio Provence-Alpes-Côte d'Azur) en telt 2829 inwoners (1999). De plaats maakt sinds 1 januari 2017 deel uit van het arrondissement Avignon.

## Geografie
De oppervlakte van Velleron bedraagt 16,4 km², de bevolkingsdichtheid is 172,5 inwoners per km².
De onderstaande kaart toont de ligging van Velleron met de belangrijkste infrastructuur en aangrenzende gemeenten.

## Demografie
Onderstaande figuur toont het verloop van het inwonertal (bron: INSEE-tellingen).